# Ponass Lake n.º 367
Ponass Lake n.º 367 es un municipio rural canadiense situado en la provincia de Saskatchewan.

## Superficie
Ponass Lake n.º 367 tiene una superficie de 795,56 km².

## Demografía
En 2021, tenía 416 habitantes, una densidad poblacional de 0,5 hab./km², y 227 viviendas.